# قواعد كتابة الهانغل
قواعد كتابة الهانغل (한글 맞춤법) هي القواعد العامة لكتابة اللغة الكورية باستخدام نمط الهانغل الكتابي. تم إصدار النظام الإملائي الحالي وتثبيته من قِبل وزارة الثقافة الكورية عام 1998. البداية كانت مع كتاب هونمينجونغأوم (훈민정음)، وهو أول نص وضع قواعد الهانغول.
يتكون الكتاب من ستة فصول بالإضافة إلى ملحق:
ترجمة عناوين الفصول والأقسام:
الفصل 1: القواعد العامة (총칙)
الفصل 2: الحروف الساكنة والمتحركة (자모)
الفصل 3: ما يتعلق بالأصوات (소리에 관한 것)
- القسم 1: الصوت المشدد (된소리)
- القسم 2: التحويل اللثوي (구개음화)
- القسم 3: صوت الحرف 'ㄷ' في نهاية المقطع الصوتي (ㄷ 받침소리)
- القسم 4: الحروف المتحركة (모음)
- القسم 5: قانون الصوت الابتدائي للمقطع (두음법칙)
- القسم 6: الأصوات الناتجة عن تجمع الصوتيات المتشابهة (겹쳐 나는 소리)

الفصل 4: ما يتعلق بالأشكال (형태에 관한 것)
- القسم 1: الأسماء وحروف الجر (체언과 조사)
- القسم 2: الجذور ونهايات الأفعال والصفات (어간과 어미)
- القسم 3: الكلمات التي تتكون بإضافة لاحقة (접미사가 붙어서 된 말)

الفصل 5: التباعد بين الكلمات (띄어쓰기)
- القسم 1: حروف الجر (조사)
- القسم 2: الأسماء التابعة، الأسماء المعبرة عن وحدات، والكلمات العددية (의존명사, 단위를 나타내는 명사 및 열거하는 말 등)
- القسم 3: الأفعال والصفات المساعدة (보조용언)
- القسم 4: الأسماء الخاصة والمصطلحات الفنية (고유명사 및 전문용어)

الفصل 6: أمور أخرى (그 밖의 것)
الملحق: علامات الترقيم (문장부호)